# Râul Latorița de Mijloc
Râul Latorița de Mijloc sau Râul Muncelu sau Râul Muntinu este un curs de apă, afluent al râului Latorița. 

## Hărți
- Harta Munții Lotrului  Arhivat în 6 mai 2008, la Wayback Machine.
- Harta Munții Latoriței  Arhivat în 10 iunie 2008, la Wayback Machine.